# 赵寰
赵寰（1925年—2023年1月15日），原名赵子辅、赵子厚，男，奉天（今辽宁）丹东人，中国剧作家，曾任中国戏剧家协会理事。